# Fortalesa d'Ehrenbreitstein
La Fortalesa d'Ehrenbreitstein en alemany Festung Ehrenbreitstein és una fortalesa construïda sobre un turó de 118 metres que es troba a la confluència del Mosel·la amb el Rin, al davant de Coblença. Era part d'un sistema militar de fortaleses de la ciutat de Coblença anomedada Festung Koblenz. Actualment alberga el Museu Regional de Coblença (Landesmuseum Koblenz), un alberg juvenil i l'Arxiu de l'Estat. El 2002 va obtenir la consideració de formar part del patrimoni internacional de la Unesco.

## Història
Tot hi ha traces d'una ocupació del lloc estratègic de més de 4000 anys, el primer burg va ser construït voltant el segle xi damunt les restes d'un fort romà desaparegut. El nou burg es feia servir com a residència temporal dels barons de Trèveris. Amb el pas del temps la varen adaptant amb les últimes tendències de l'arquitectura defensiva per convertir-la en una fortalesa inexpugnable. El 1631 l'arquebisbe-elector von Soetern la va lliurar als francesos, però va ser recuperada l'any 1637 per les tropes imperials i va ser entregada a l'arquebisbe-elector de Colonia, que la va restaurar el 1672. La fortalesa va a tornar a caure en mans del francesos entre els anys 1759-1762 i 1799-1801 i la van destruir quan la van abandonar definitivament perquè no fos aprofitada pels seus enemics.
Entre el 1817 i 1834 es va treballar molt per fortificar Coblença (Festung Koblenz) fins al punt que en aquell temps es deia que Coblença era la ciutat més fortificada d'Europa després de Gibraltar. La fortalesa va ser reconstruïda seguint els plànols anteriors, afegint millores en la seva reconstrucció.
Durant la Primera Guerra Mundial la fortalesa va ser utilitzada com a Quarter General de l'exèrcit alemany, i al finalitzar la guerra va mantenir aquesta funció però amb els exèrcits d'ocupació nord-americans i francesos per poder controlar la zona desmilitaritzada de Renània, establert pel Tractat de Versalles. El 1919 es pensava enderrocar l'edifici, però el 1922 la Comissió Militar Interaliat sota la direcció el general americà Henry Tureman Allen va abandonar aquesta idea, sota la influència del tinent coronel alemany, Eduard Hüger que va convèncer els aliats del valor cultural del conjunt. Primer va ser ocupat per l'exèrcit americà, i del 1923 al 1929 pels francesos.
Durant la Segona Guerra Mundial es va utilitzar per protegir els arxius i objectes d'interès cultural, i s'hi va instal·lar una bateria de defensa antiaèria, i un búnquer com refugi de la població civil del poble d'Ehrenbreitstein durant els atacs aèris. Al finalitzar el conflicte va ocupat pels americans, i després va ser utilitzada per l'exèrcit francès fins a l'any 1950, quan la va entregar a l'Estat federat alemany de Renània-Palatinat.